# Oskar Deecke
Oskar Deecke (Hamburgo, 16 de maio de 1986) é um jogador de hóquei sobre a grama alemão que já atuou pela seleção de seu país.

## Olimpíadas de 2012
Oskar Deecke conquistou uma medalha de ouro nas Olimpíadas de Londres de 2012. A Alemanha terminou a fase inicial do torneio olímpico em segundo lugar do seu grupo, atrás dos Países Baixos. Na semifinal os alemães derrotaram a Austrália por 4 a 2, e na grande final enfrentaram os neerlandeses. Oskar ajudou sua equipe na vitória por 2 a 1 sobre a seleção dos Países Baixos, conquistando assim o ouro.